# Inmediación imperial

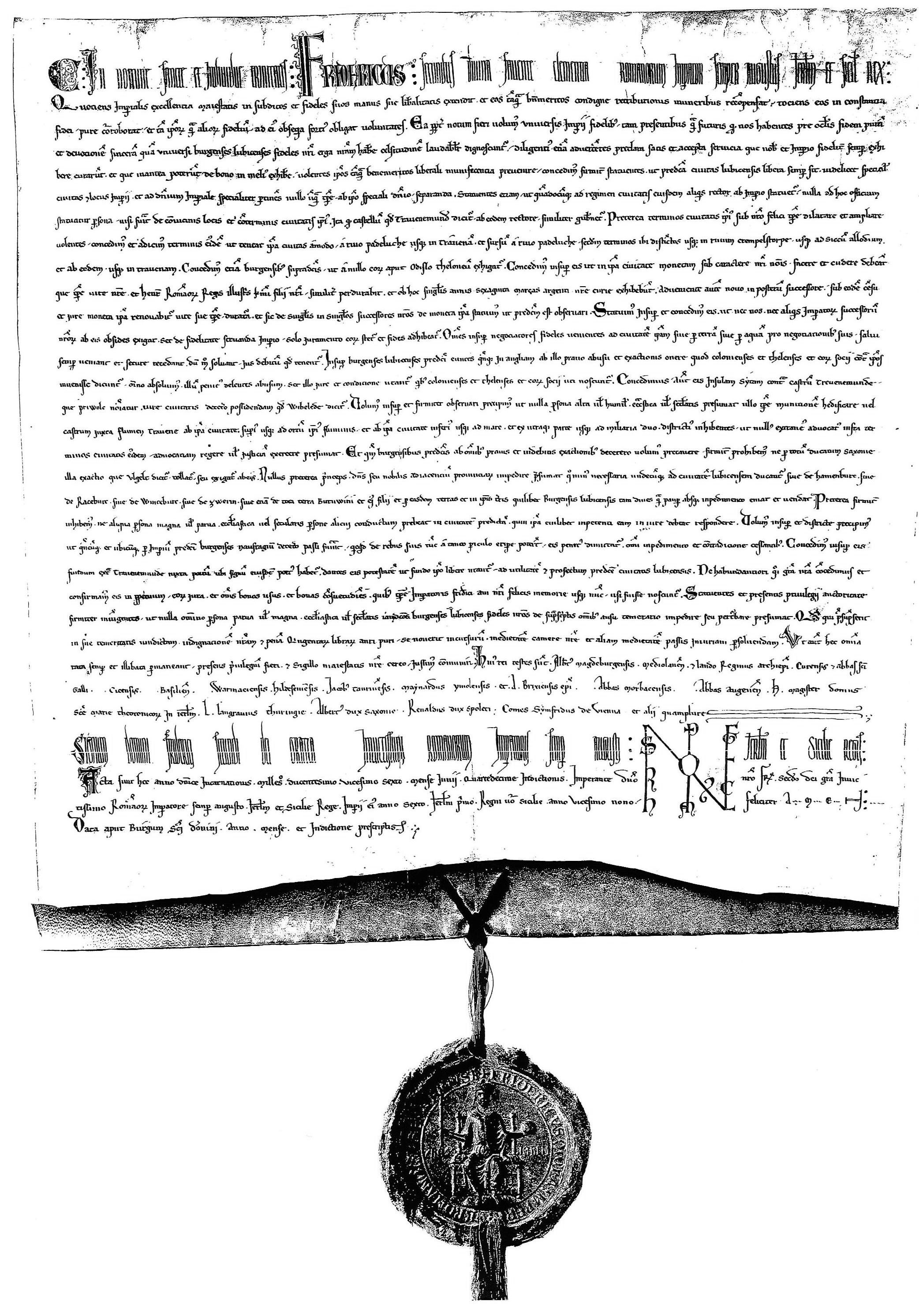
Despacho de inmediación imperial de la Ciudad de Lübeck, 1226.

La Reichsfreiheit o Reichsunmittelbarkeit (adjetivos reichsfrei, reichsunmittelbar) fue un estatus feudal y político privilegiado, una forma de Estado que una ciudad, una entidad religiosa o un principado feudal podía alcanzar en el Sacro Imperio Romano Germánico. Reichsunmittelbarkeit se traduce como inmediación imperial.
Una ciudad, abadía o territorio reichsfrei estaba bajo la autoridad directa de la Dieta Imperial sin señores feudales que ejercieran de intermediarios. Las ventajas de las regiones reichsfrei eran que tenían el derecho de recolectar impuestos y peajes por sí mismas, y tenían sistemas jurídicos propios, lo cual llegaba a incluir el derecho del Blutgericht, la "alta" justicia, que significaba contar con un Poder Judicial que podía imponer como sanción la pena capital (es decir, la pena de muerte).
La Reichsfreiheit de facto correspondía a una autonomía de largo alcance o semiindependiente.